# Paulo Emílio (crítico de cinema)
Paulo Emílio Sales Gomes (São Paulo, 17 de dezembro de 1916 — São Paulo, 9 de setembro de 1977) foi um historiador, crítico de cinema, professor, ensaísta e militante político brasileiro. Foi figura central na fundação da Cinemateca Brasileira, na criação do Festival de Brasília e dos cursos de Audiovisual da Universidade de Brasília e Universidade de São Paulo, onde lecionou até o final de sua vida.
Paulo Emílio transformou-se também em defensor ferrenho do Cinema Brasileiro após uma conversão que chamaria de "descolonização" contra a cinefilia estrangeira. Sua defesa foi pioneira em favor de políticas culturais que sustentassem a produção cinematográfica brasileira, como o financiamento estatal. Sobretudo, sua influência como crítico de cinema e ensaísta inspirou os diretores do movimento cinematográfico brasileiro Cinema novo.
Ao longo de sua vida, teve contato com diversas figuras importantes: o escritor modernista Oswald de Andrade, o poeta carioca Vinicius de Moraes, o crítico literário Antonio Candido, o crítico teatral Décio de Almeida Prado, o grande crítico francês André Bazin, o diretor cinemanovista Glauber Rocha, o também crítico e professor Jean-Claude Bernardet, o diretor brasileiro Humberto Mauro, o produtor Ademar Gonzaga e a escritora Lygia Fagundes Telles, com quem foi casado.

## Biografia
Paulo Emílio Sales Gomes foi filho do médico Francisco Salles Gomes e de Gilda Moreira Salles, que possuíam uma fábrica de tecidos em Sorocaba, interior de São Paulo. Durante o ginásio, já na capital paulista, foi colega de Décio de Almeida Prado, com quem posteriormente fundaria a revista Movimento (1935) e Clima (1941-1944). Sobre os cinco anos em que estudaram juntos, dentre 1929 e 1935 no colégio Liceu Nacional Rio Branco, Décio afirma: "Duas coisas nos aproximavam: a mania literária e o fácil riso da adolescência, de que possuíamos reservas inesgotáveis."

### Militância política
Ainda muito jovem, Paulo Emílio começou a participar da vida política e cultural da cidade de São Paulo. Foi filiado à Juventude Comunista e, característica que levou até o fim da vida, sua boa oratória transformou-o em figura importante do movimento estudantil paulista durante a década de 1930. Chegou a ser preso pela repressão de Getúlio Vargas após a Intentona Comunista de 1935. Entre dezembro de 1935 e 1936, Paulo Emílio esteve na Prisão do Paraíso. Depois, foi transferido para o Presídio Maria Zélia, onde, como passatempo junto a outros presos-políticos, escreveu sua única peça de teatro, "Destinos". A história trata, em três atos, das disputas entre os irmãos burgueses Carlos (estudante comunista) e Álvaro (viciado em cocaína), este interpretado pelo próprio Paulo Emílio, que também dirigira a peça. Após censura, o jovem foi reconduzido à Prisão do Paraíso em julho de 1936. Foi vizinho de cela da artista Pagu, também presa-política da repressão varguista. Em 10 de fevereiro de 1937, Quarta-feira de cinzas, Paulo Emílio e mais 16 presos cavam um túnel e fogem da Prisão do Paraíso. Três meses depois, enquanto fugia da polícia, partiu para Paris.
Foi durante sua estadia na França que conheceu a fundo a Sétima Arte, graças a uma amizade desenvolvida com o físico carioca Plínio Sussekind, grande conhecedor de Cinema e que fundara em 1928 no Rio de Janeiro o primeiro clube de cinema do Brasil, o Chaplin Club (dedicado ao cinema mudo e que se dissolveria com a chega do cinema sonoro). Enquanto ambos estavam em Paris, Sussekind apresentou Paulo Emílio a obras clássicas, como o cinema silencioso de Charlie Chaplin e o Cinema soviético, principalmente Outubro (filme) e O Encouraçado Potemkin, de Serguei Eisenstein. Também nesse período, além de descobrir o Cinema, entra em desilusão com o comunismo ao descobrir os Processos de Moscou, que expunham a dura realidade da União Soviética de Josef Stalin. Desde então, Paulo Emílio desfiliou-se do Partido Comunista Brasileiro, embora tivesse mantido suas tendência de esquerda durante toda sua carreira.

### Revista Clima
De volta ao Brasil, em 1940, matriculou-se na Faculdade de Filosofia da Universidade de São Paulo (USP), onde conheceu os colegas Antonio Candido, Rui Coelho e Gilda de Melo e Sousa e Lourival Gomes Machado. Os estudantes, ao lado de Décio de Almeida Prado, fundaram em maio de 1941 a Revista Clima, publicação de origem acadêmica de grande influência na intelectualidade paulistana. Junto com Antonio Candido (que falava de literatura) e Décio de Almeida Prado (teatro), Paulo Emílio escreveu seus primeiros textos sobre cinema na Revista Clima. Os autores da Clima eram chamados por Oswald de Andrade de "Chato-boys".
Simultaneamente, Paulo Emílio, junto com os "Chato-boys", funda o Primeiro Clube de Cinema de São Paulo, seguindo os moldes do clube carioca Chaplin Club, para discutir a arte cinematográfica após exibições caseiras de filmes. Em 1941, no entanto, devido à censura varguista, o clube é fechado pelo Departamento de Imprensa e Propaganda (DIP).
Além disso, o período da década de 1940 foi bastante intenso para Paulo Emílio no que diz respeito à militância política. Participou da agremiação política Grupo Radical de Ação Popular e do jornal Frente de Resistência Popular, que teriam papel na fundação da União Democrática Nacional, em 7 de abril de 1945. No ano seguinte, parte novamente para Paris, mas desta vez como bolsista do governo francês.

### Jean Vigo e Cinemateca Francesa
Entre 1946 e 1954, em sua segunda estadia na França, Paulo Emílio foi frequentador assíduo da Cinemateca Francesa, mantendo uma amizade com seus criadores, Henri Langlois e Marie Merson. Aproxima-se de André Bazin, importante crítico francês que seria o grande influenciador dos cineastas da Nouvelle vague. Casa-se com Sonia Veloso Borges, cujo matrimônio seria rompido assim que voltassem ao Brasil oito anos depois.
Sobretudo, trabalhou em uma ambiciosa biografia sobre o cineasta francês Jean Vigo (cuja morte precoce, em 1934, interrompeu uma carreira em ascensão) e seu pai, o jornalista anarquista francês Eugène Bonaventure de Vigo (conhecido como Miguel Almereyda, morto em prisão no ano de 1917). Com os textos sobre pai e filho, Paulo Emílio traçou uma visão completa da obra de Jean Vigo (que à época começava a ser reconhecido pela Cinemateca Francesa e pelos cineastas da Nouvelle vague), mas também o contexto sócio-político em que o jovem cineasta crescera.
Publicado em território francês em 1957 e então sob responsabilidade do crítico André Bazin, a obra foi originalmente cortada pela Editora Seuil, que exigiu que Paulo Emílio priorizasse os trechos a respeito de Jean Vigo. O livro foi bastante elogiado, inclusive pelo jornalista da Cahiers du Cinéma e cineasta François Truffaut, que afirmou, em 1954, ser o "mais belo livro de cinema" que já lera:
| “ | Sábado, 26 de junho. Passou por minhas mãos o manuscrito do mais belo livro de cinema que já li. Trata-se de um livro monumental sobre Jean Vigo, sua vida, sua obra. Em oitenta páginas datilografadas, o autor P. E. Sales Gomes reconstituiu, dia após dia, a filmagem de Zéro de conduite. Cem páginas são consagradas a L'Atalante. Como não ficar transtornado com o relato da morte de Vigo? Seria lamentável que essa obra não encontrasse editor, ainda mais visto que sempre há unanimidade a respeito do autor de L'Atalante. Estou convencido de que a publicação desse livro – teria de ser uma publicação integral – não será mais possível escrever dez linhas sobre Jean Vigo sem fazer referência a ele. | ” |
| — François Truffaut, "Petit journal intime du Cinéma", Cahiers du Cinéma, t. VII, n. 37, Paris, jul. 1954 | |   |

Na estreia do Prêmio Armand Tallier, Jean Vigo foi consagrado, em decisão unânime da Association Française des Cinémas d'Art et d'Essai (AFCAE), o melhor livro de cinema do ano, superando Hitchcock, de Éric Rohmer e Claude Chabrol. À época, Paulo Emílio Sales Gomes não estava mais na França para receber como recompensa 50 mil francos. Abaixo, a íntegra da nota feita pela AFCAE, disponível no livro Jean Vigo (CosacNaify/Edições Sesc, 2009):

Paulo Emílio de Salles Gomes (1957). Arquivo Nacional.

| “                                                            | Sob iniciativa de seu secretário geral Jeander, a Association Française des Cinémas d'Art et d'Essai [AFCAE] constituiu, alguns meses atrás, um júri encarregado de conceder anualmente um prêmio literário ao melhor livro consagrado ao cinema. Esse prêmio, ao qual foi dado o nome de Armand Tallier, acaba de ser concedido, pela primeira vez, ao Jean Vigo de P. E. Sales Gomes, publicado pela Éditions du Seuil na coleção Cinématèque. Eis uma escolha particularmente eliz, já que o livro é de fato o mais sério, mais útil e ao mesmo tempo o mais arrebatador há muito consagrado ao cinema. Seu autor é o diretor da Cinemateca de São Paulo, no Brasil. Contudo, escreveu seu livro diretamente em francês – um francês excelente, aliás – depois de ter consagrado dez anos às pesquisas que ele julgava necessárias para reunir uma documentação sem falha. Resultado: um livro muito bem documentado; rico em detalhes, anedotas e testemunhos; tão interessante para a história da França da III República quanto para a história de seu cinema; um livro que é o retrato de um homem, de um autor de filmes que estão entre os maiores, e, ao mesmo tempo, o retrato de uma época. Ou seja, esse livro não interessa somente aos especialistas, mas ainda a todos os espíritos curiosos. Esta não é precisamente uma boa definição para "o melhor livro de cinema"? | ” |
| — Association Française des Cinémas d'Art et d'Essai (AFCAE) | |   |

### Cinemateca Brasileira
Em 1940, a fundação do Primeiro Clube de Cinema de São Paulo foi o embrião que originaria a Cinemateca Brasileira. Criado por Paulo Emílio junto com os "chato-boys", o Primeiro Clube realizava sessões caseiras de filmes. A iniciativa não durou muito devido à repressão da Era Vargas, sendo extinto no ano seguinte. Ainda assim, em 1946, com a deposição de Vargas e Paulo Emílio já na França, é fundado o Segundo Clube de Cinema de São Paulo, cujos componentes dessa vez eram de outra geração de cinéfilos. Sabendo dessa nova iniciativa, Paulo Emílio filia o Segundo Clube de Cinema de São Paulo à Federação Internacional dos Clubes de Cinema (FICC) e, em 1948, também à Federação Internacional de Arquivos de Filmes (FIAF), da qual em 1951 Paulo Emílio torna-se vice-presidente.
Com a recém-inauguração do Museu de Arte Moderna de São Paulo, a nova Filmoteca do museu junta-se ao Segundo Clube de Cinema de São Paulo, a fim de melhor coletar os recursos financeiros para a sobrevivência das iniciativas. O conservador-chefe da nova Filmoteca foi Paulo Emílio, que assumiu o cargo assim que voltou da França, em 1954. Além disso, o envio de filmes vindos da FIAF deram o pontapé inicial ao núcleo do acervo que constituiria a Cinemateca Brasileira, que se desliga da Filmoteca em 1956 para transformar-se em uma sociedade civil sem fins lucrativos.
A relação de Paulo Emílio com a Cinemateca Brasileira foi de enorme afeição, conforme o próprio afirma em entrevista a Carlos Reichenbach, Eder Mazzini e Inácio Araújo: “A pergunta sobre minha entrada na Cinemateca dá ideia de que a Cinemateca existia antes de mim. E de que eu entrei nela. Você, pegando pessoas como o Almeida Salles, eu, Caio Scheiby, Rudá de Andrade: a Cinemateca é inseparável das nossas biografias”. Além disso, familiares e amigos afirmam que todos os incêndios na Cinemateca afetaram Paulo profundamente.

### Suplemento Literário, Festival de Brasília e cursos de Audiovisual
Paulo Emílio Sales Gomes contribuiu semanalmente com artigos no Suplemento Literário do jornal O Estado de S. Paulo. A coluna permaneceu ativa durante quase dez anos, terminando em dezembro de 1965. Seus textos foram publicados integralmente em dois volumes no livro "Paulo Emílio: crítica no Suplemento Literário" (Embrafilme/Editora Paz e Terra, 1982). Entre 2015 e 2017, esses textos foram republicados em diferentes livros editados pela Companhia das Letras e com organização de Carlos Augusto Calil.
Após a inauguração de Brasília, em 1960, Paulo Emílio muda-se para a nova capital do país. Em 1964, ano do Golpe militar de 1964, Pompeu de Sousa convida Paulo Emílio, Jean-Claude Bernardet e Nelson Pereira dos Santos, dentre outros, para criar o curso de Audiovisual da Universidade de Brasília, o primeiro do tipo no Brasil. No ano seguinte, o curso fora dissolvido devido ao tenso período político da época instaurado pelo governo militar, que cassou quinze professores da universidade – em solidariedade, os outros professores demitiram-se. No mesmo ano de 1965, Paulo Emílio foi escolhido pela Fundação Cultural do Distrito Federal para integrar uma comissão de intelectuais que fundariam a 1ª Semana do Cinema Brasileiro, que dois anos depois seria renomeado para Festival de Brasília, o mais antigo do país. Por decisão de Paulo Emílio, o júri foi composto por pessoas não necessariamente ligadas ao cinema, como deputados federais, conforme afirmou: “O cinema é interessante demais para ficar a mercê de seus críticos”. Em homenagem ao professor, em 2016, ano do centenário de nascimento de Paulo, o Festival de Brasília criou como homenagem a figuras da área a medalha "Paulo Emílio Sales Gomes", que foi dada a Jean-Claude Bernardet.
Depois do fracasso em Brasília, Paulo, Bernardet e Rudá de Andrade criam em 1966 o curso de cinema da então Escola de Comunicações Culturais, depois rebatizada Escola de Comunicações e Artes da Universidade de São Paulo. Paulo Emílio seria docente de História Geral do Cinema e, posteriormente, História do Cinema Brasileiro, o qual lecionaria até o final de sua vida.
1967 é o ano que escreve seu primeiro roteiro de cinema, baseado no romance realista Dom Casmurro, do escritor carioca Machado de Assis. O roteiro foi feito a pedido do cineasta Paulo César Saraceni e com a ajuda da escritora Lygia Fagundes Telles, sua esposa desde 1962.

### Investida na literatura e anos finais
Durante a década de 1970, Paulo Emílio entra na fase que ele mesmo chamaria de "jacobina". Durante esse período, aprofunda seu gosto e estudos pelo cinema brasileiro, ignorando as produções estrangeiras. Em 1973, seu jacobinismo ganha corpo em "Cinema: trajetória no subdesenvolvimento", ensaio no qual recapitula a formação do cinema brasileiro sob uma análise histórico-social.
No ano anterior, em 1972, apresenta e defende sua tese de doutorado sobre o cineasta brasileiro Humberto Mauro, que posteriormente seria transformada no livro "Humberto Mauro, Cataguases, Cinearte" (Edusp/Perspectiva, 1974). Em 1974, por razões políticas da censura militar, a Escola de Comunicações e Artes resiste a renovar o contrato de docente de Paulo, o que gera atrito entre ambos, mas resulta na continuidade do historiador e crítico na escola.
Nesse meio-tempo, escreve "Três Mulheres de Três PPPês", romance em três novelas que lhe renderia elogios em 1977, data em que o livro foi publicado. O ensaísta Roberto Schwarz considerou-o como "a melhor prosa brasileira desde Guimarães Rosa". O Prêmio Jabuti deu ao livro e a Paulo a láurea de melhor literatura adulta de um autor revelação.
Em setembro do mesmo ano de 1977, aos sessenta anos de idade, Paulo Emílio Sales Gomes sofre um ataque cardíaco fulminante.

## Legado crítico
O legado crítico de Paulo Emílio Sales Gomes constitui-se sobretudo por sua defesa do Cinema Brasileiro. Republicado diversas vezes desde seu lançamento em 1973, seu ensaio "Cinema: trajetória no subdesenvolvimento" estuda o caminho percorrido pelo cinema brasileiro desde o seu início até a década de 1960, estabelecendo Paulo Emílio como o "fundador do ensaio cinematográfico".
Seus artigos do Suplemento Literário do jornal O Estado de S. Paulo também tiveram grande papel na constituição do legado crítico do historiador. Entre o período de 1956 e 1965, textos diversos sobre Charlie Chaplin, cinema russo e chanchada, dentre outros, compõem um arquivo literário de época bastante valioso para a crítica cinematográfica brasileira, marcando um estilo que seria repetido dali em diante.
Além disso, suas biografias sobre Jean Vigo e Humberto Mauro são referência graças à meticulosa pesquisa histórica feita por Paulo Emílio. E, por fim, sua batalha pela Cinemateca Brasileira e por políticas culturais que garantissem a sobrevivência do Cinema Brasileiro frente às produções estrangeiras.

### Cinema: trajetória no subdesenvolvimento
Ao longo de "Cinema: trajetória no subdesenvolvimento", Paulo Emílio recapitula a formação do Cinema do Brasil, separando-a por cinco décadas, de 1896 a 1966. A seguir, no capítulo que leva o nome ao ensaio, o autor discute a formação dos cinemas norte-americano, japonês e europeu (não-subdesenvolvidos) com as obras hindu, árabes e brasileiras (subdesenvolvidas). No caso brasileiro, utiliza-se uma análise histórica para estudar a formação de uma identidade cultural nacional, o que explicaria as características de nosso cinema. Nesse sentido, afirma sobre o povo brasileiro: "não somos europeus nem americanos do norte, mas destituídos de uma cultura original, nada nos é estrangeiro, pois tudo o é" (Paz e Terra, 1996). Esse cenário propicia o que Paulo Emílio chama de "incompetência criativa em copiar", na qual o cineasta brasileiro não obtém sucesso em copiar o cinema estrangeiro a partir de seus padrões fílmicos.
A "incompetência criativa" continua até hoje a ser tema de debate entre especialistas em cinema brasileiro, sendo as chanchadas e pornochanchadas o maior exemplo do fenômeno observado por Paulo Emílio Sales Gomes.

### Influência sobre o Cinema Novo
A relação de Paulo Emílio com o Cinema Novo foi de distância, ainda que o historiador e crítico tenha sido considerado o "pai" do movimento cinematográfico brasileiro. Considerado seu maior cineasta, Glauber Rocha afirma: a “Cinemateca de São Paulo era a Catedral, Paulo Emílio Salles Gomes, o Papa, enquanto os cardeais e padres brigavam nos bares e clubes de cinema das províncias”. Em outra frase atribuída a Glauber, Humberto Mauro (redescoberto por Paulo Emílio) seria o avô e Hollywood, a mãe: “O cinema novo é um movimento cultural estruturado por vínculos de amizade ao cinema, tribalista, patriarcalista, Historificado: H. Mauro (o avô) – Paulo Emílio (o pai) – o cinema novo: netos e filhos. A mãe rejeitada é Roliude”.
No entanto, Paulo Emílio nunca "retribuiu", pois pouco dedicou-se a estudar o movimento, que ganhava o mundo com os festivais Cannes com Deus e o Diabo na Terra do Sol e Berlim com Os Cafajestes a partir da década de 1960. Pelo contrário, Paulo Emílio foca no cinema marginal e nas pornochanchadas, a declarado contragosto de Glauber Rocha.

## Obra
| - Vigo, Vulgo Almereyda e Jean Vigo. Companhia das Letras/Cinemateca Brasileira, 1991 e CosacNaify/Edições Sesc, 2009 (com 2 DVDs). - 70 Anos de Cinema Brasileiro, em co-autoria com Ademar Gonzaga, 1966. - Humberto Mauro, Cataguases, Cinearte. Edusp/Perspectiva, 1974. - Três Mulheres de Três Pppês. Perspectiva, 1977 e Cosac Naify, 2007. - Glauber Rocha, Paulo Emílio Salles Gomes et al. Paz e Terra, 1977. | - Cinema: trajetória no subdesenvolvimento. Paz e Terra, 1986. - Paulo Emílio: Crítica de cinema no Suplemento literário (2 vol). Embrafilme/Editora Paz e Terra, 1982. - Paulo Emílio, um intelectual na linha de frente. Embrafilme/Brasiliense, 1986. - Cemitério. CosacNaify, 2007; - Capitu, em parceria com Lygia Fagundes Telles. CosacNaify, 2008; - O cinema no século, org. por Carlos Augusto Calil. Companhia das Letras, 2015. - Uma situação colonial?, org. por Carlos Augusto Calil. Companhia das Letras, 2016. - Cinema e política, org. por Carlos Augusto Calil. Penguin-Companhia das Letras, 2021. |